# تپه ایانک ۲
تپه ایانک ۲ مربوط به دوران پیش از تاریخ ایران باستان تا دوران‌های تاریخی پس از اسلام است و در شهرستان بوئین‌زهرا، روستای کلنجین واقع شده و این اثر در تاریخ ۱۹ اسفند ۱۳۸۰ با شمارهٔ ثبت ۴۹۴۹ به‌عنوان یکی از آثار ملی ایران به ثبت رسیده است.